# 橘町 (徳島県)
橘町（たちばなちょう）は、かつて徳島県那賀郡にあった町。現在の阿南市橘町。

## 沿革
- 1889年（明治22年）10月01日 - 町村制施行に伴い那賀郡橘浦が村制施行し、橘浦村（たちばなうら むら/そん）が発足。
- 1912年（大正元年）10月01日 - 町制施行し橘町に名称変更。
- 1955年（昭和30年）03月26日 - 市町村合併に伴い那賀郡新野町、椿町、福井村、旧橘町が合併し、新橘町が発足。
- 1958年（昭和33年）05月01日 - 富岡町と合併し阿南市が成立し消滅。

## 行政

### 役場
- 橘町役場（徳島県那賀郡。橘子どもセンター（旧橘小学校）の近くの荒神さんの横（徳島県阿南市橘町汐谷30番地）に位置していた。）